# Torsten Stein (Basketballspieler)
Torsten Stein (* in Berlin) ist ein ehemaliger deutscher Basketballspieler.

## Laufbahn
Der 2,18 Meter große Stein spielte in seiner Heimatstadt für die BG Zehlendorf. Er ging 1985 als Basketballspieler und Student in die Vereinigten Staaten, dort spielte er an der Fairleigh Dickinson University im Bundesstaat New Jersey. Der Berliner wurde in 68 Spielen eingesetzt und kam auf Mittelwerte von 2,9 Punkten sowie 3,2 Rebounds. Zu seinen Stärken gehörte das Blocken gegnerischer Würfe, in der Saison 1987/88 gelangen ihm statistisch 1,6 und 1988/89 sogar 2,1 Blocks je Begegnung.
Stein ging nach Deutschland zurück und spielte in der Saison 1989/90 für Goldstar Hagen in der Basketball-Bundesliga. Im Vorfeld des Spieljahres 1990/91 wechselte er innerhalb der Bundesliga zu Steiner Bayreuth. Ende August 1990 stand er im Rahmen eines Freundschaftsspiels in Frankfurt am Main zwischen Bayreuth und einer Auswahl von US-Soldaten gemeinsam mit Michael Jordan auf dem Spielfeld, der sich für einen Sportartikelhersteller auf Werbereise befand und in der Bayreuther Mannschaft mitwirkte. Stein spielte für den Zweitligisten MTV Wolfenbüttel und wechselte 1994 zum Nachbarn SG Braunschweig, kam dort aber in der 2. Bundesliga nicht zum Einsatz.
Stein, den als Sportler Rückenschmerzen plagten, kam während einer Behandlung durch einen Chiropraktor mit der Gonstead-Methode in Verbindung und wurde später selbst in diesem Berufsfeld tätig. An der Chiropraktor-Schule Sherman College im US-Bundesstaat South Carolina erlangte Stein die Doktorwürde. Er ließ sich in Glendale (US-Bundesstaat Arizona) als Chiropraktor mit Spezialgebiet Gonstead-Methode nieder und bezeichnet sich selbst als der „größte Chiropraktor der Welt“.
Stein ist der Verfasser des englischsprachigen Buches „Head and Shoulders Above the Rest: A 7'2" Chiropractor’s Path from Pain to Health“.